# 妙林尼
妙林尼（みょうりんに、生没年不詳）は、戦国時代の女性。大友氏の家臣・吉岡鑑興の妻。吉岡妙林、吉岡林子とも呼ばれる。史料はほとんど残っておらず、『大友興廃記』『両豊記』にその名が、ルイス・フロイスの文書に妙林尼と思われる人物の記録が登場するのみである。

## 生涯

### 前半生
本名、出自、生没年などは不明だが父は林左京亮、一說は丹生小次郎正敏とされる。吉岡長増の息子・鑑興（のち鎮興）と結婚するも天正6年（1578年）、その鎮興が耳川の戦いで戦死したため、夫を弔うために出家し、妙林尼と称した。

### 鶴崎城攻防
天正14年（1586年）、九州制覇を目指す島津氏は大友氏が統治する豊後侵攻を開始し、大友氏の援軍として豊臣秀吉が寄越した連合軍にも戸次川の戦いで勝利し、破竹の勢いで豊後各地を制圧していった。勢いに乗る島津家久は大友宗麟のいる臼杵城（丹生島城）へ向けて進軍すると共に、野村文綱・白浜重政・伊集院久宣らに総勢3千の兵を持たせ、鶴崎城を攻略するよう命令した。
当時、鶴崎城の城主は吉岡鎮興の子・統増（甚橘）であったが、その統増は宗麟に従って臼杵城に籠城していたため、鶴崎城の指揮は母親であった妙林尼に委ねられていた。若い兵は統増が連れて行ってしまったため、城内及び周辺には老人の家臣や農民、女や子供しかおらず、戦力的にも降伏するのが妥当な選択肢であったが、城を明け渡す事を良しとしなかった妙林尼は籠城を決意し、急いで農民に家から板や畳を持ち寄らせると、それを材料に城の周りに砦を築き、また農民に鉄砲の使い方を教えるなどして決戦に備えた。
同年冬、野村文綱を中心とした島津軍は白滝山に陣を敷きいよいよ攻撃を開始するも、妙林尼が周到に準備した落とし穴や鳴子の罠と鉄砲を巧みに使用した奇策に次々と嵌り、大苦戦。結局、妙林尼率いる吉岡軍は計16度に及ぶ島津軍の攻撃を退け、なおも籠城を続けた。なかなか城を落とせない島津軍は、要請されている本軍への合流が出来ず、ついに和睦を提案。食糧が底を突きかけていた妙林尼側も、全員の命の保証を条件に鶴崎城を開城し、撤退した。この時、和睦した妙林尼側は島津軍を手厚くもてなし、城内で両軍酒を酌み交わすなどしたと言われている。

### 寺司浜の戦い
和睦した妙林尼ではあるが、島津軍の殲滅を諦めた訳ではなかった。天正15年（1587年）3月、豊臣秀吉が自ら20万の大軍を率いて島津討伐へ向かうとの知らせが入ったため、豊後にいる島津軍に撤退命令が出ると、妙林尼は野村文綱の屋敷を訪れて「私は島津軍と厚く交流してしまったため、大友家には残れないから家臣共々一緒に薩摩に連れて行って欲しい」と頼み込み、また祝賀と称して島津軍にお酒を飲ませた。8日（4月15日）、出立する島津軍を「後からすぐに合流する」と見送った妙林尼は、この時を待っていたとばかりにすぐさま家臣に命じ、後から追いかけてくるはずの妙林尼一行を待ちながら千鳥足でゆっくり撤退する島津軍に乙津川辺りで奇襲攻撃を仕掛け、白浜重政、伊集院久宣ら大勢を討ち取った。野村文綱は流れ矢を胸に受け負傷しながら何とか日向国・高城まで逃げ延びるも、この時受けた傷が元で没した。

### その後
寺司浜の戦い（乙津川の戦い）の翌日、妙林尼は討ち取った島津の首「63首」を臼杵城の宗麟に送った。その武勲を聞いた秀吉は感心し、是非会いたいと申し出たが、妙林尼はそれを断わったという。彼女のその後の消息は不明であるが、その智略と武勇は今なお地元では語り草となっている。
ちなみに文禄2年（1593年）、主君・大友義統が改易されると吉岡氏も浪人となり、妙林尼の死守した鶴崎城も廃城となった。

## 関連作品
- 赤神諒『妙麟』（光文社、2019年7月17日）ISBN978-4334912963

## 備考
- 小説家の司馬遼太郎が随筆で取り上げた。
- 2009年2月11日放送の『日本史サスペンス劇場』（演：国分佐智子）、2012年6月13日放送の『歴史秘話ヒストリア』でも取り上げられた。
- 2009年には地元大分市鶴崎商店街連合会から、地域興しのマスコットとして「妙林ちゃん」人形が発表された[4]。